# Augochloropsis montensis
Augochloropsis montensis är en biart som först beskrevs av Joseph Vachal 1903.  Augochloropsis montensis ingår i släktet Augochloropsis och familjen vägbin. Inga underarter finns listade.